# خوزه لوئیس پرز
خوزه لوئیس پرز (انگلیسی: José Luis Pérez؛ زادهٔ ۱۸ ژوئن ۱۹۴۳) ورزشکار سوارکاری اهل مکزیک است.
وی در مسابقات کشوری و بین‌المللی در مجموع برندهٔ ۱ مدال برنز شده‌است.